# Louis Béchereau
Louis Béchereau (25. června 1880 Plou v departementu Cher – 18. března 1970 Paříž) byl francouzský konstruktér a průkopník letectví. Jako šéfkonstruktér společnosti SPAD vyvíjel bojová letadla této firmy, mezi nimi i slavný SPAD S.VII.

## Studium a kariéra
Navštěvoval průmyslovou školu ve Vierzon a poté roku 1896 nastoupil na École nationale supérieure d'arts et métiers v Angers, tehdy mu bylo sotva 16 let. Mimo jiné byl současníkem Clémenta Adera, Gabriela Voisina, Wilbura Wrighta, Henriho Farmana a Louise Blériota. Roku 1901 dokončil studia a ještě před svým vstupem do armády se zúčastnil modelářské soutěže vyhlášené časopisem L´auto. Béchereau vyhrál první cenu a jeho model byl zařazen do kolekce vyráběné pro pařížské obchodní domy. Roku 1902 byl demobilizován a nastoupil do konstrukční dílny v Bezons kde spolupracoval na prototypu automobilu, který koncipoval Clément Adler. Synovec Clémenta Adlera založil roku 1903 v Levallois Société de Construction d'Appareils Aériens. Zákazník této společnosti, Armand Deperdussin, jim svěřil roku 1909 výrobu letadla, které bylo později vystaveno v obchodním domě Bon Marché. Deperdussin založil roku 1910 Société de Production des Aéroplanes Deperdussin (SPAD) a technickým vedením pověřil mladého Béchereaua.
Béchereau zkonstruoval takzvaný monocoques neboli samonosný skelet, trup letadla ve tvaru vřetena pro zajištění lepší aerodynamiky. Tato vlastnost dovolila dosáhnout dosud nemyslitelných výkonů. Jeho přímí spolupracovníci, hlavní pilot Louis Janoir a André Herbemont, byli také absolventi Arts et Métiers. Jeho revoluční koncept umožnil společnosti Deperdussin vyhrát více cen, dokonce i slavný pohár Gordona Bennetta.
Roku 1911 se jeho spolupracovníkem stal nizozemský letecký pionýr Frederick Koolhoven, budoucí ředitel společnosti British Deperdussin a konstruktér řady holandských letadel. I po roce 1914, kdy společnost postihly finanční problémy, zůstal Béchereau ve vedení a věnoval se konstrukci řady letadel, mimo jiné i SPAD S.XIII.
Béchereau opustil SPAD po založení Société des trois B spolu s Bernardem a Birkigtem. Spolupracoval pak s Société des moteurs Salmson. Roku 1931 založil s Georgem Kellnerem společnost Kellner-Béchereau. Před druhou světovou válkou zkonstruoval ještě monoplán K.B.E. 60, který byl určený pro námořnictvo.
Továrna byla zničena roku 1942 při bombardování a společnost se sloučila s Morane-Saulnier. Béchereau zde zůstal až do odchodu do důchodu roku 1950.

## Ocenění
V roce 1947 byl vyznamenán Řádem čestné legie.
- Médaille d'Or francouzského aeroklubu.
- 1950 – vojenské vyznamenání Médaille de l'Aéronautique
- 1959 – laureát Francouzské akademie věd a držitel ceny Arthura du Faÿ.
- čestné členství Union syndicales des industries aéronautiques
- 1966 – laureát ceny Nessima Habifa a povýšení do hodnosti komandér Řádu čestné legie.